# Western Heights
Western Heights i Dover er et af de mest imponerende fæstningsværker i England. Det udgøres af en stribe forter, mure og grave beregnet på at beskytte landet mod invasion udefra. De er bygget for at forøge de eksisterende forsvarsværker og beskytte den vigtige havn i Dover mod angreb fra både sø- og landsiden.
Efter først at have været beskyttet af jordvolde i 1779 mod den forventede invasion dette år af en kombineret fransk og spansk flåde, blev højdedragene vest for Dover, som nu kendes som Western Heights, ordentligt befæstet i 1804, hvor oberstløjtnant William Twiss blev pålagt at modernisere de eksisterende forsvarsværker. Dette arbejde indgik en stor befæstningsplan det imødegåelse af Napoleons planlagte invasion af England, som der gik rygter om i de år.
Twiss planlagde en højtliggende placering (omkring 55 m højde) af fæstningsværket, hvilket havde den ulempe, at vejen til Dover, der ligger ved havoverfladen, var ret lang, hvilket var en stor ulempe i forbindelse med kommunikation. For at undgå dette problem lod han gennem klinten bygge en dobbelt skakt (to skakter inden i hinanden) med en tredobbelt trappe, der gik mellem de to skakter, mens den inderste skakt blev brugt til at sikre lys og udluftning. Trapperne munder ud i Snargate Street i Dover, og de findes stadig. Der er begrænset adgang til trapperne. 
| Militær | Spire Denne artikel om militær er en spire som bør udbygges. Du er velkommen til at hjælpe Wikipedia ved at udvide den. |

51°07′08″N 1°18′04″Ø / 51.119°N 1.301°Ø